# Porto do Calhau

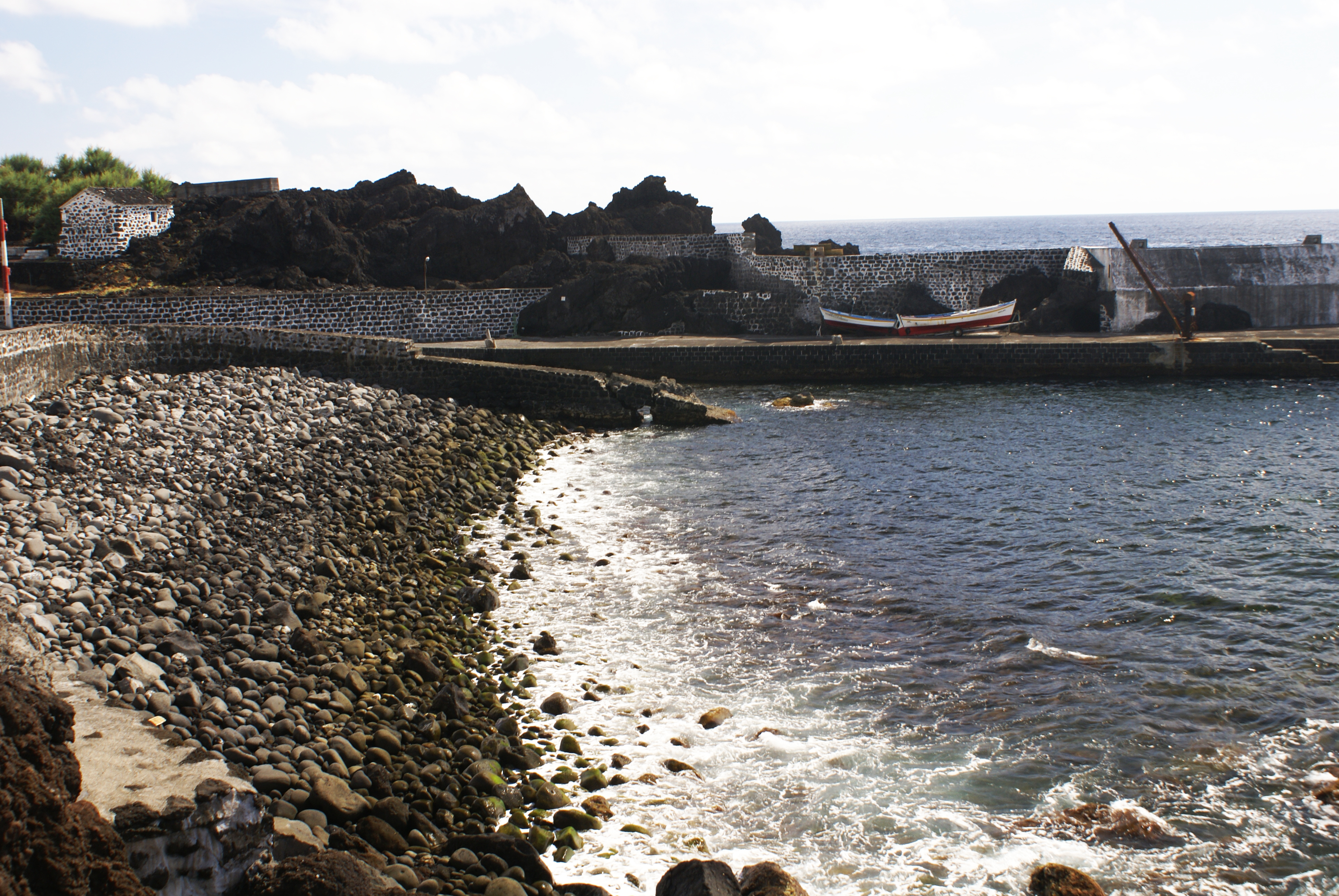
Porto do Calhau, vista parcial do porto piscatório.

O Porto do Calhau é uma instalação portuária portuguesa, localizada no lugar do Calhau, sitio do Monte, freguesia da Candelária, no concelho da Madalena do Pico, ilha do Pico, arquipélago dos Açores.
Esta instalação portuária é principalmente usada para fins piscatórios e de recreio.